# ۲۵ آذر
۲۵ آذر - دویست و هفتاد و یکمین روز سال در گاه‌شماری خورشیدی است. به پایان سال ۹۴ روز (۹۵ روز در سال کبیسه) باقی‌است.

## مناسبت‌ها
- ایران - روز پژوهش و فناوری[۱]
- روز مادر در دوران پادشاهی محمدرضا پهلوی[نیازمند منبع]

## زادروزها
- ۱۳۲۹ - بهرام ‌شاه‌محمدلو، کارگردان و بازیگر تلویزیون

## رویدادها
- ۱۳۰۴ - عبدالحسین تیمورتاش وزیر دربار شد
- ۱۴۰۱ - تصویب قطعنامه وضعیت حقوق بشر در جمهوری اسلامی ایران

## درگذشت‌ها
- ۱۳۶۰ - نصرالله زرین‌پنجه، آهنگساز
- ۱۳۸۲ - منوچهر کی‌مرام، فیلم‌نامه‌نویس
- ۱۳۸۳ - ابوالقاسم تفضلی، حقوقدان
- ۱۳۹۰ - پرویز منصوری، موسیقی‌دان
- ۱۴۰۱ - سید محمدصادق روحانی، مرجع تقلید شیعه
- ۱۴۰۲ - علی نظمی تبریزی، شاعر و ادیب